# Condado de Essex (Nova Jérsia)
O Condado de Essex (em inglês:  Essex County) é um dos 21 condados do estado americano de Nova Jérsia. A sede e maior cidade do condado é Newark. Foi fundado em 7 de março de 1683. O condado possui uma área de 336 km², dos quais 327 km² estão cobertos por terra e 9 km² por água, uma população de 783 969 habitantes, e uma densidade populacional de 2 398,3 hab/km² (segundo o censo nacional de 2010). É o terceiro condado mais populoso de Nova Jérsia.